# HD 28185 b
HD 28185 b ist ein Exoplanet, der den gelben Zwerg HD 28185 umkreist. Auf Grund seiner hohen Masse wird angenommen, dass es sich um einen Gasplaneten handelt.

## Entdeckung
Im Jahr 2001 publizierten Santos et al. die Entdeckung des Exoplaneten mit Hilfe der Radialgeschwindigkeitsmethode.

## Umlauf und Masse
Der Planet umkreist den Zentralstern mit einer Periode von 383 Tagen in einer Entfernung von ca. 1,0 Astronomischen Einheiten und hat eine Masse von ca. 5,7 Jupitermassen.